# Miquel Abras
Miquel Abras (la Bisbal d'Empordà, 18 d'agost, 1977) és cantant de pop rock.

## Història
Va començar els seus estudis l'any 1990. A l'edat de 13 anys comença les classes de guitarra a l'escola de música moderna a Girona, fins als 18 anys.
L'any 1995 va marxar amb 3 dels seus millors amics a Barcelona, van llogar un pis i es van apuntar al Taller de Músics per ampliar els seus coneixements musicals. Va cursar estudis de guitarra i cant. Segueix la seva formació acadèmica fins als 23 anys.
El 1997 enregistra i edita el seu primer maxi-cd, amb 4 cançons, titulat: Where is a Party?. Gravat a Music Land I editat per Karátula Records. Amb aquesta maqueta comença una petita gira de concerts a diferents sales de concerts i festes majors de Girona. Van participar en el Macro-Concert de solidarització per Bòsnia, en el Pavelló de Fontajau (Girona), juntament amb:Glaucs, Sopa de Cabra, Lax'n'Busto, Adrià Puntí, Gossos.
L'any 1999 enregistra el seu primer LP als estudis Ariadna Records. Titulat W.B.D. amb 13 temes. Amb el seu primer àlbum al mercat The Wonderful Baby Dolls van aconseguir sonar a la majoria d'emissores de l'estat, van ser candidats a CADENA 100 i van aparèixer a un gran nombre dels més prestigiosos programes de televisió, com "Crónicas Marcianas" Telecinco, "Música Sí" TVE1, "Xat TV" TVE2, "La Cosa Nostra" TV3 (Catalunya),... i van participar en la "FIRA DEL DISC" a Girona, fira de gran repercussió a Catalunya.
El 2002 enregistra el segon maxi-cd de 5 cançons, titulat Miquel Abras. Enregistrat als estudis SONATS per Tolo Torres i editat per La Salseta Discos.
L'any 2004 guanya el Premi Internacional de la cançó catalana Carles Sabater, sisena edició d'aquest reconegut premi amb la cançó "Fent Camí".
L'agost de l'any 2005, guanya el 2n Premi del Concurs de Cançó de Salitja. Amb la cançó "Contra Tu Mateix". Aquest mateix any en Miquel guanya el Sona9, se li dona l'oportunitat de gravar el seu primer i esperat disc i anar als estudis Tívoli de Jesús Rovira al Vendrell, de la mà de Jofre Bardagí com a productor. Bardagí i Abras agafen les maletes i viatgen fins a Buenos Aires (Argentina) als estudis Circo Beat per mesclar juntament amb Gustavo Iglésias (Babasónicos) les cançons d'"Entre Mil Vidres Trencats".
El 14 de maig 2005, va rebre el premi Carles Sabater a la millor cançó en Català que li va ser concedit el novembre del 2004 en la 6a edició d'aquest reconegut Premi.
L'octubre de 2006 va sortir a la venda el primer disc Entre mil vidres trencats, de la mà de Música Global Discogràfica, disc amb molt bona repercussió per tot Catalunya, País Valencià, Principat d'Andorra i Illes Balears.
Hem pogut sentir cançons com "Entre mil vidres trencats" o "Fràgil" a la sèrie de televisió Porca misèria i a la sèrie Zoo, i "Fent Camí" a la tele novel·la El Cor de la Ciutat, les seves cançons han sonat en les emissores de ràdio més importants del nostre País, com Catalunya Ràdio, iCat fm, els 40 Principals Catalunya, Cadena 100, Ràdio Flaixbac, RAC 105, i totes les ràdios municipals i independents. Ha actuat al programa El Club de TV3, i sortint a reportatges com Loops!, Ritmes.cat i portant les seves cançons per tot Catalunya, i Itàlia on entre 2006- 2007 ha fet més de 40 concerts, entre ells diferents festivals importants com el Senglar Rock, l'Acampada Jove, el MMVV i l'acústica de Figueres. També ha col·laborat en el disc de La Marató de TV3, als recopilatoris de Porca misèria, al de Deixa't estimar en Català 3, Remixes Global i al disc Altres Cançons de Nadal 4.
L'abril del 2008 va sortir a la venda el segon disc de Miquel Abras, M'agrada sentir el que tu sents (Música Global Discogràfica), disc gravat i mesclat íntegrament als estudis "La Casamurada", del Vendrell, per Jesús Rovira i Jimmy Piñol. Produït per Carlus Ramió i Jesús Rovira. I podem trobar les col·laboracions de Lax'n'Busto a la cançó "Avions d'aigua" i a Mazoni a la cançó "Contradiccions". És un disc romàntic, però que segueix amb la línia rock que ja ens proposava en el seu primer treball. Un bon grapat de noves i bones cançons on Miquel Abras juntament amb els seus músics han preparat un directe enèrgic i amb molta màgia per a tots els seus seguidors. El 2009 va obtenir tres premis Enderrock per votació popular com a millor grup, millor disc de pop-rock (M'agrada sentir el que tu sents) i millor lletra de cançó (Amb tu sóc jo).
L'any 2012 va presentar "Equilibris impossibles", un treball optimista i vital amb nous ritmes.

## Discografia
- Where is a Party? (1997) Maxi-CD
- The Wonderful Baby Dolls (1999) LP
- Miquel Abras (2002) Maxi-CD
- Entre mil vidres trencats (2006) Àlbum
- M'agrada sentir el que tu sents (2008) Àlbum
- Temps de zel (2010) Àlbum
- Equilibris impossibles (2012) Àlbum
- Per amor a l'art (2014) Àlbum
- La vida en un sospir (2017) Àlbum
- Punt de partida (2018) Àlbum
- Punt de no retorn (2018) Àlbum